# Таран, Анна Григорьевна
Анна Григорьевна Таран (в девичестве Сухина; 27 декабря 1923, Николаевка, Екатеринославская губерния — 10 марта 2013, Днепропетровск) — советский передовик сельского хозяйства. Герой Социалистического Труда (1949).

## Биография
Родилась 27 декабря 1923 года в селе Николаевка Новомосковского района Днепропетровской области Украинской ССР.
С детства работала в домашнем хозяйстве. С 1938 года начала свою трудовую деятельность — рядовой колхозницей в колхозе имени Чкалова Новомосковского района Днепропетровской области.
С 1945 года, после окончания Великой Отечественной войны, — звеньевая колхоза имени Чкалова Новомосковского района.
В 1948 году вырастила урожай 30,2 центнера пшеницы с гектара на площади 20 гектаров.
4 марта 1949 года Указом Президиума Верховного Совета СССР «за получение высоких урожаев пшеницы, ржи, подсолнечника и семян люцерны в 1948 году при выполнении колхозами обязательных поставок и контрактации сельскохозяйственной продукции, натуроплаты за работу МТС и обеспеченности семенами всех культур в размере полной потребности для весеннего сева 1949 года»  Анна Григорьевна Таран была удостоена звания Героя Социалистического Труда с вручением Ордена Ленина и золотой медали «Серп и Молот».
Продолжала работать в колхозе имени Чкалова до 1950 года. В 1960-х годах А. Г. Таран переехала в город Днепропетровск. С 1966 по 1967 годы — работала поваром детского сада № 71 в городе Днепропетровск. С 1967 года работала санитаркой отделения №16 Днепропетровской областной психоневрологической больницы.
С 1979 года А. Г. Таран вышла на заслуженный отдых. Жила в городе Днепропетровске. Вышла замуж и в браке приняла фамилию Таран.
Умерла 10 марта 2013 года. Похоронена на Одинковском кладбище города Днепропетровск.

## Награды
- Медаль «Серп и Молот» (4.03.1949)
- Орден Ленина (4.03.1949)
- Юбилейная медаль «20 лет независимости Украины» (19 августа 2011 года) — за значительный личный вклад в социально-экономическое, научно-техническое и культурно-образовательное развитие Украинского государства, весомые трудовые достижения и многолетний добросовестный труд[2]

### Память
- В селе Николаевка создана Алея Памяти Героям Социалистического Труда, где среди остальных 18 Героев села выбито имя А. Г. Таран.